# Cordonul litoral al Curlandei
Cordonul litoral al Curlandei (în lituaniană Kuršių nerija, în rusă Ку́ршская коса́, transliterat: Kurșskaia kosa, în germană Kurische Nehrung, în letonă Kuršu kāpas) este un cordon litoral din dune de nisip, îngust și curbat, lung de 98 km, care desparte Laguna Curlandei de coasta Mării Baltice. Porțiunea sa sudică se află în Regiunea Kaliningrad, Rusia și cea nordică în sud-vestul Lituaniei. Este sit protejat în patrimoniul mondial UNESCO deținut de cele două țări.

## Geografie

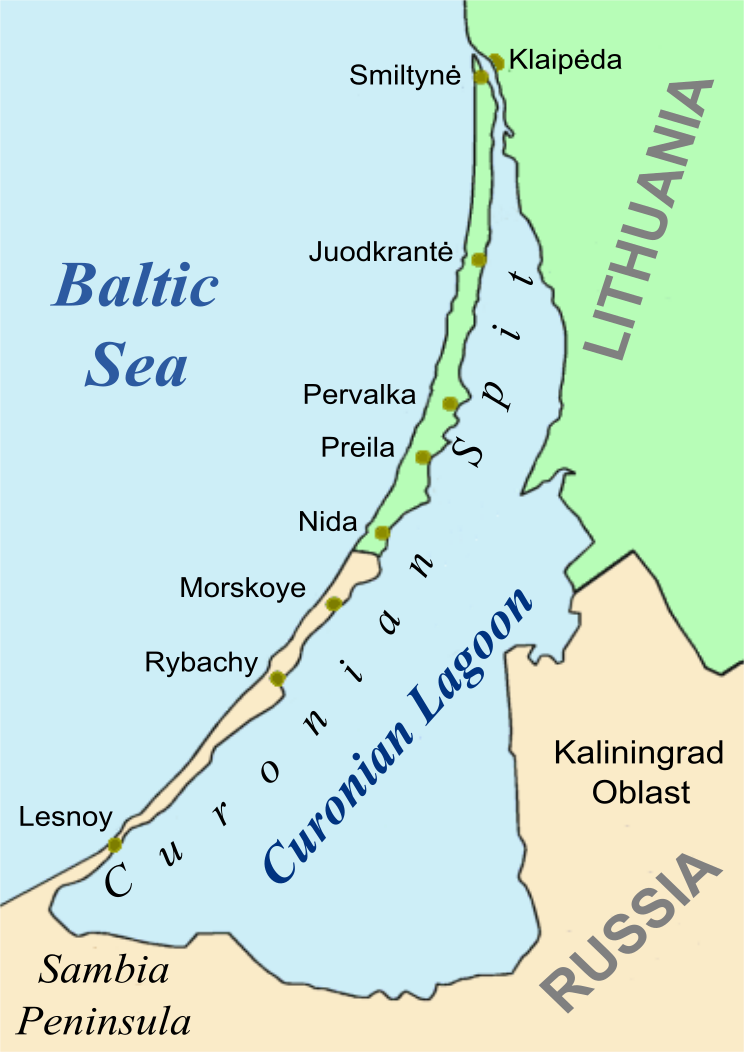
Cordonul litoral și laguna Curlandei

Cordonul litoral Curonian se întinde din Peninsula Sambia⁠(en)[traduceți] în sudă până la extremitatea sa nordică aflată lângă o strâmtoare îngustă, pe al cărui celălalt mal se află orașul port Klaipėda din Lituania. Porțiunea nordică de 52 km a cordonului litoral al Curlandei aparține Lituaniei, iar restul face parte din regiunea Kaliningrad, Rusia. Lățimea cordonului variază de la un minim de 400 m în Rusia (lângă satul Lesnoi) la un maxim de 3800 m în Lituania (la nord de Nida⁠(en)[traduceți]).

## Istorie geologică
Cordonul litoral al Curlandei s-a format aproximativ în mileniul al III-lea î.e.n. Fundația sa este constitutită dintr-o morenă gladicară; vânturile și curenții marini au contribuit cu suficient de mult nisip pentru a înălța formațiunea și a o menține deasupra nivelului mării.
Existența acestui banc de nisip îngust este inerent amenințată de procesele naturale care guvernează formațiunile litorale. Ea depinde de un echilibru dinamic între transportul nisipului și sedimentarea lui. Dacă (ipotetic) sursa acestuia de la sud-vest ar fi izolată, de exemplu prin construcția unui port mare cu chei sau dig, atunci cordonul litoral s-ar eroda și în cele din urmă ar dispărea. Astfel, el este un element de coastă cu existență efemeră la scară geologică. Cea mai probabilă evoluție, însă, ar fi umplerea lagunei din interiorul cordonului litoral cu sedimente, și apariția unui nou uscat.

## Istoria umană

### Preistorie
Conform mitologiei baltice, cordonul litoral al Curlandei a fost creat de o uriașă, Neringa⁠(en)[traduceți], care se juca pe plajă. Acest copil apare și în alte legende (în care este o tânără puternică, similară unei versiuni feminine a lui Heracle). Din prin anul 800 până în 1016, pe cordonul litoral s-a aflat Kaup⁠(en)[traduceți], un mare târg păgân, ale cărui rămășițe nu au fost încă explorate arheologic.

### Cavalerii teutoni
Cavalerii teutoni au ocupat zona în secolul al XIII-lea, construind castele la Memel (1252), Neuhausen⁠(en)[traduceți] (1283), și la Rossitten⁠(en)[traduceți] (1372). Este posibil ca aici să fi trăit ultimul vorbitor nativ al limbii baltice dispărute denumită prusaca veche.

### Așezarea Kursieniki

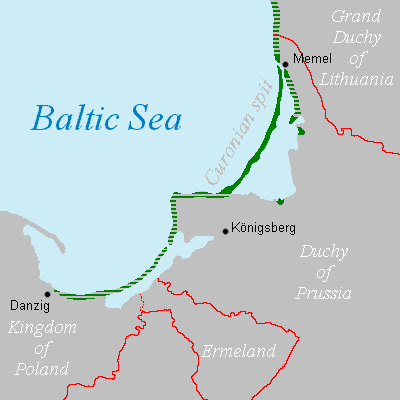
Zona populată în 1649

Impact important al activității omenești asupra zonei a început în secolul al XVI-lea. Despădurirea cordonului din cauza pășunatului, exploatării lemnului, și construcției de ambarcațiuni pentru bătălia de la Gross-Jägersdorf⁠(en)[traduceți] din 1757 a făcut ca dunele să se răspândească pe toată fâșia și să îngroape sate întregi. Alarmat de aceste probleme, guvernul prusac a finanțat proiecte de reîmpădurire pe scară largă, demarate în 1825.   Alte surse îl creditează pe Georg David Kuwert, proprietarul unei stații de poștă din Nida la sfârșitul secolului al XIX-lea cu începerea procesului de reîmpădurire. Datorită aceste eforturi, mare parte din cordonul litoral este astăzi acoperit cu păduri. În secolul al XIX-lea, cordonul litoral al Curlandei era locuit în principal de kursenieki⁠(en)[traduceți] (curlandezi) cu o importantă minoritate germană în sud și cu una lituaniană în nord. Populația kursenieki a scăzut treptat, în parte din cauza asimilării; astăzi este aproape inexistentă, încă dinainte de 1945, când populația devenise aproape în totalitate germană.

### Colonia artiștilor

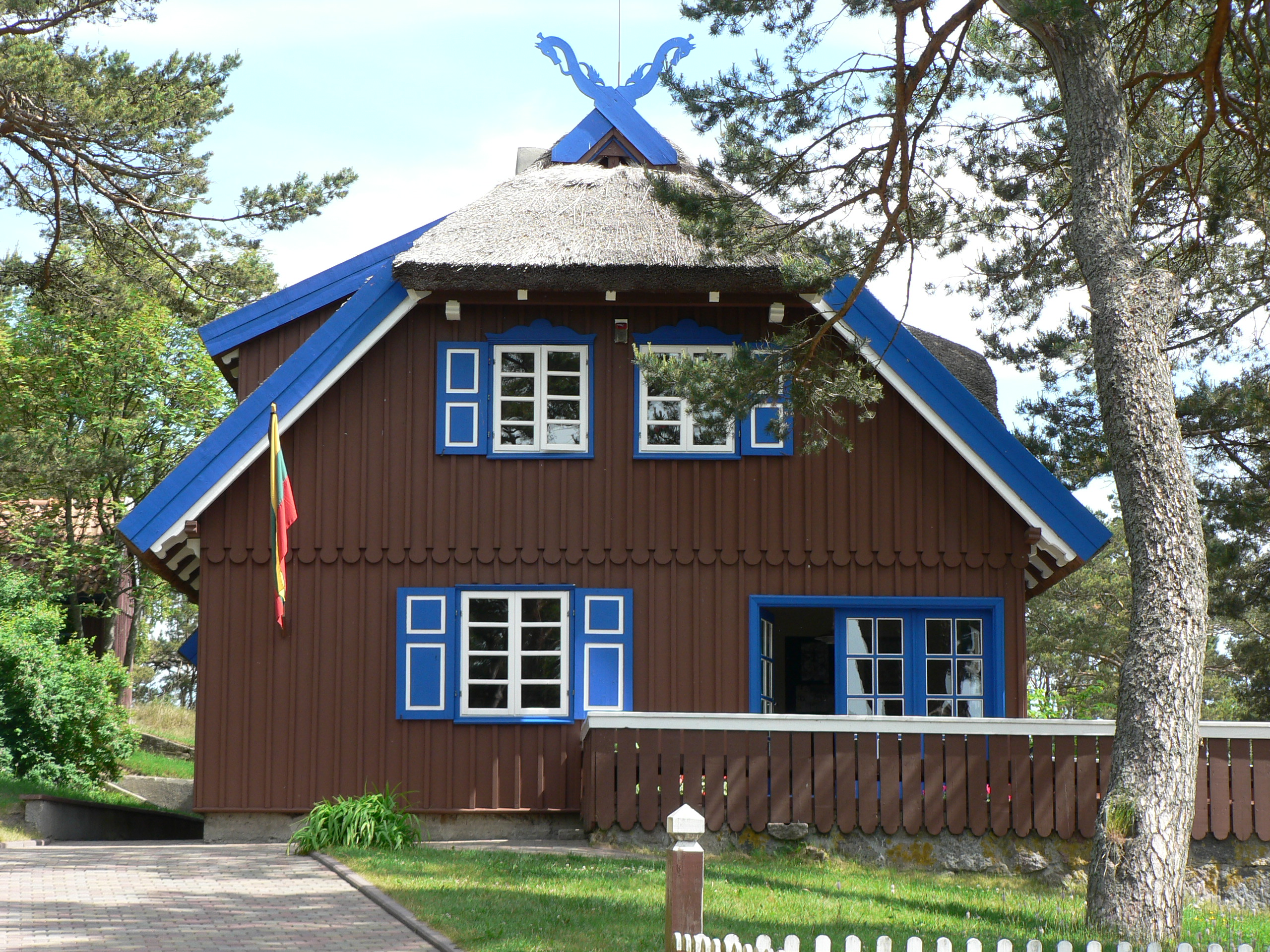
Casa de vară a lui Thomas Mann

De la sfârșitul secolului al XIX-lea, dunele de lângă Nidden⁠(en)[traduceți] au devenit populare în rândul pictorilor peisagiști și de animale⁠(en)[traduceți] de la școala de arte Kunstakademie Königsberg⁠(en)[traduceți]. Hanul local al lui Herman Blode a constituit nucleul coloniei artiștilor expresioniști (Künstlerkolonie Nidden). Lovis Corinth a locuit aici în 1890, urmat fiind de alți artiști ca Max Pechstein, Alfred Lichtwark⁠(en)[traduceți], Karl Schmidt-Rottluff și Alfred Partikel⁠(en)[traduceți]. Au vizitat zona pictori din Königsberg ca Julius Freymuth și Eduard Bischoff, precum șipoeți ca Ernst Wiechert⁠(en)[traduceți] și Carl Zuckmayer⁠(en)[traduceți]. Între alții care au venit aici s-au numărat Ernst Kirchner, Ernst Mollenhauer, Franz Domscheit⁠(en)[traduceți], and Herrmann Wirth. Pictorii se cazau de regulă la hotelul lui Blode, și îi lăsau acestuia unele opere ale lor. Alții chiar și-au construit locuințe în apropiere.

### Secolul al XX-lea
Până în secolul al XX-lea, majoritatea persoanelor din zonă își câștigau existența din pescuit. Între 1901 și 1946, satul Rossitten, astăzi Rîbacii⁠(en)[traduceți], a devenit sediul Observatorului Ornitologic Rossitten⁠(en)[traduceți], primul din lume de acest fel, fondat aici de ornitologul german Johannes Thienemann⁠(en)[traduceți] din pricina importanței cordonului litoral drept coridor de migrație a păsărilor.
După Primul Război Mondial, Nidden⁠(en)[traduceți] și toată jumătatea nordică a cordonului litoral a devenit parte a regiunii Klaipėda conform tratatului de la Versailles din 1919 și a fost anexată de Lituania în 1923. Oficial rebotezat Nida, satul a rămas însă locuit predominant de germani — frontiera cu jumătatea de cordon aparținând Prusiei Orientale se afla la doar câțiva kilometri spre sud.
În 1929, scriitorul laureat al Premiului Nobel Thomas Mann a vizitat Nida când se afla în vacanță la Rauschen în apropiere și s-a hotărât să își construiască o casă de vacanță pe un deal deasupra lagunei, casă botezată de localnici coliba unchiului Tom (Onkel Toms Hütte). El a petrecut acolo împreună cu familia sa verile din anii 1930–1932, unde a scris câteva părți din romanul Iosif și frații săi⁠(en)[traduceți] (Joseph und seine Brüder). Amenințat de naziști, Mann a părăsit Germania după ce Hitler a preluat puterea în 1933 și nu s-a mai întors la Nida. După ce regiunea Klaipėda a fost reanexată de Germania Nazistă în 1939, casa lui a fost confiscată la inițiativa lui Hermann Göring și a servit drept casă de recreere pentru ofițeri ai Luftwaffe.
Populația germană a fost expulzată forțat după al Doilea Război Mondial de către forțele sovietice de ocupație, acțiune însoțită de purificări etnice. Ca și în alte zone din actuala regiune Kaliningrad, asimilarea teritoriului și colonizarea cu ruși s-a realizat concomitent cu înlocuirea toponimelor germane istorice cu altele rusești în toată porțiunea cordonului litoral controlată de Rusia.

### Astăzi
După dezmembrarea Uniunii Sovietice, turismul a înflorit; mulți germani, mai ales urmași ai celor ce au locuit aici, au început să aleagă cordonul litoral al Curlandei (mai ales Nida, întrucât călătoria în Lituania este nerestricționată pentru cetățenii germani) drept destinație de vacanță.

## Kursenieki
Deși astăzi, kursenieki⁠(en)[traduceți], denumiți și Kuršininkai, sunt un grup etnic de origine baltică⁠(en)[traduceți] ce trăiește pe cordonul litoral al Curlandei, în 1649 așezările lor se întindeau de la Memel (Klaipėda) până la Danzig (Gdańsk). Kuršininkai au fost în cele din urmă asimilați de germani, cu excepția câtorva care încă își mai păstrează identitatea în cordonul litoral al Curlandei. Kuršininkai au fost considerați letoni pe considerente lingvistice până după Primul Război Mondial, când Letonia a obținut independența față de Imperiul Rus. Pe aceste baze, Letonia a și revendicat cordonul litoral al Curlandei, Memelul și alte teritorii ale Prusiei Orientale, revendicări la care ulterior a renunțat.

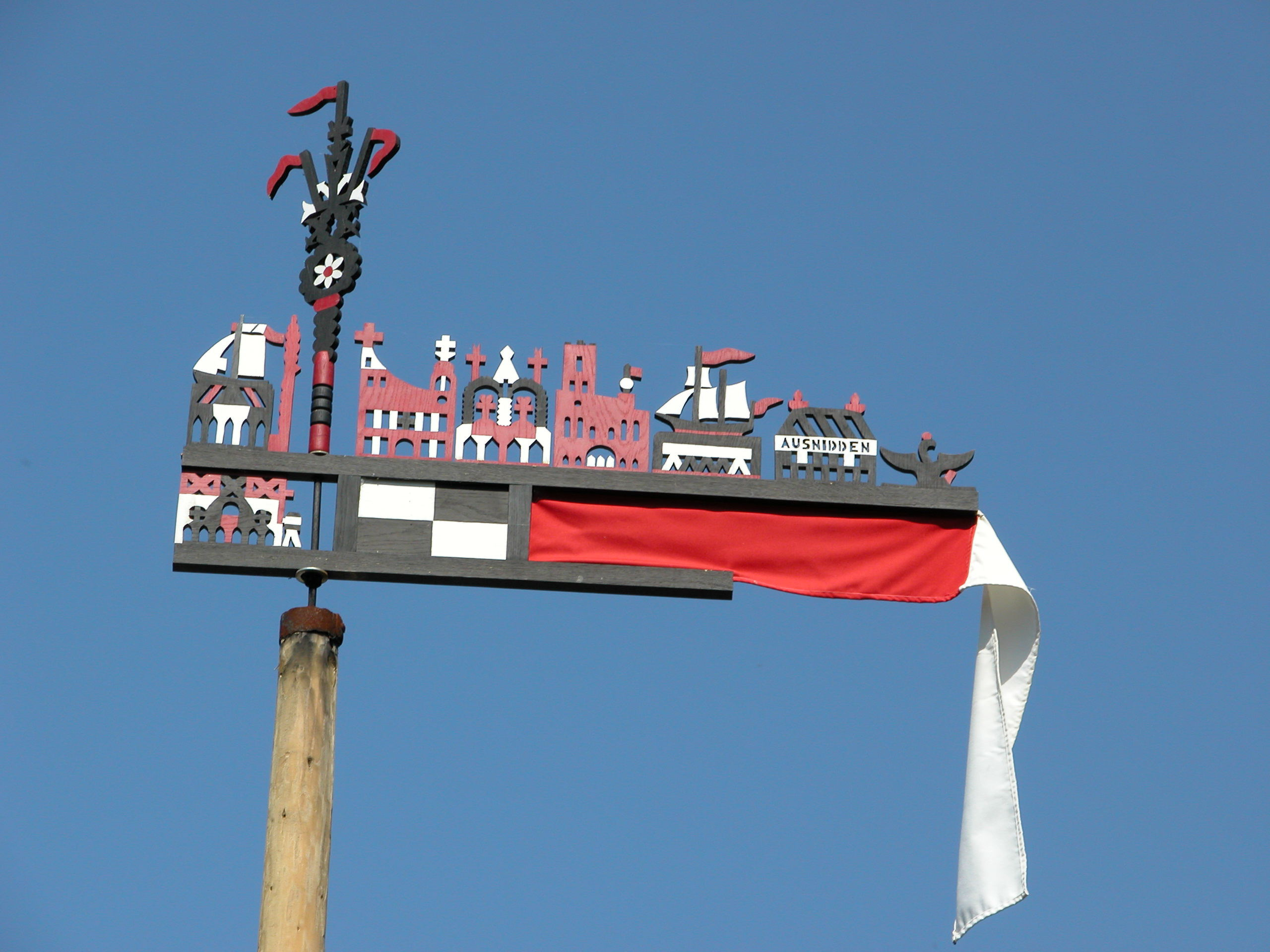
Fanion curlandez, Nida
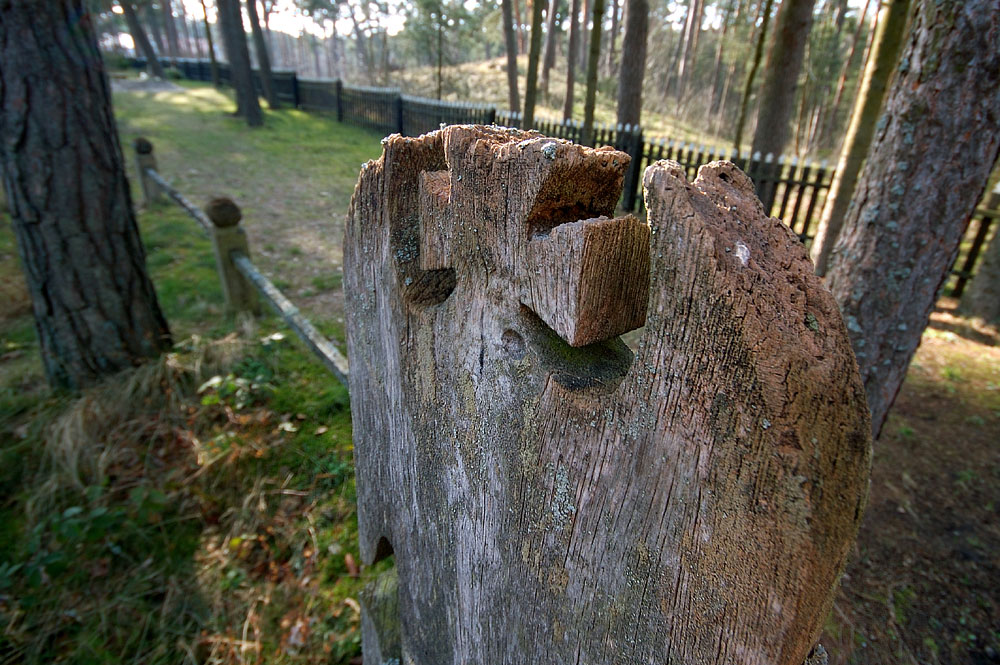
Piatră de mormânt la Krikstas
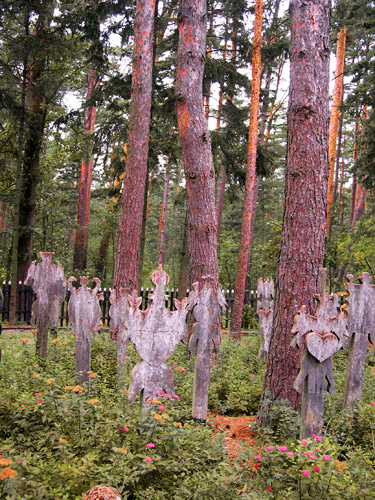
Vechiul cimitir din Nida
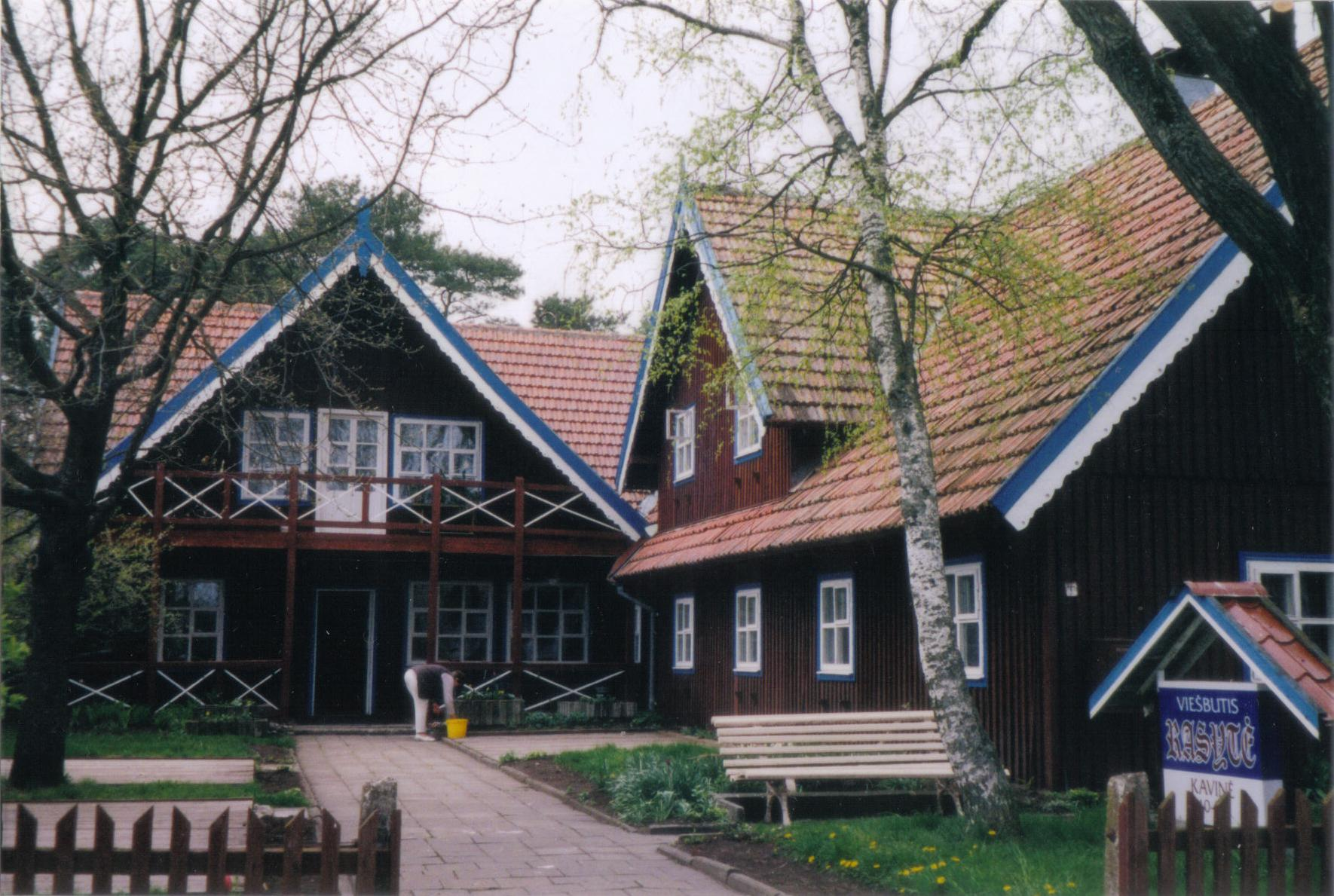
Han și cafenea la Nida

## Starea actuală

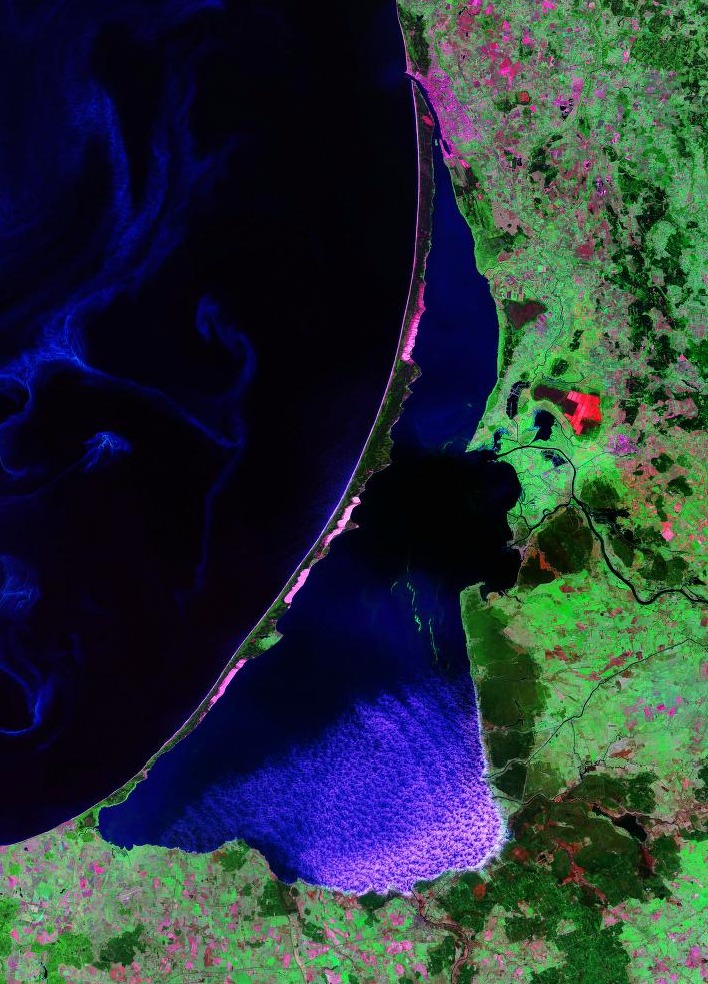
Fotografie Landsat

Cordonul litoral al Curlandei găzduiește cele mai înalte dune de nisip mișcătoare din Europa. Înălțimea lor medie este de 35 de metri, dar unele ajung până la 60 de metri. Pe cordon și în preajma sa se află mai multe biocenoze, de la plaje până la dune, zone umede, pajiști și păduri. Poziția sa pe ruta de migrație a Atlanticului de Est⁠(en)[traduceți] face să fie vizitat frecvent de păsările acvatice migratoare. Între 10 și 20 de milioane de păsări zboară pe aici în perioadele de migrație de primăvară și toamnă și multe se opresc aici pentru odihnă sau reproducere.
Ambele părți ale cordonului litoral, rusă și lituaniană, sunt parcuri naționale.
Așezările de pe cordonul litoral al Curlandei sunt, de la nord la sud:
- Smiltynė⁠(en)[traduceți]
- Alksnynė⁠(en)[traduceți]
- Juodkrantė⁠(en)[traduceți]
- Pervalka⁠(en)[traduceți]
- Preila⁠(en)[traduceți]
- Nida⁠(en)[traduceți]
- Morskoe
- Rîbacii⁠(en)[traduceți]
- Lesnoi

Primele șase sunt pe partea lituaniană, în timp ce ultimele trei sunt pe partea rusă. Partea rusă a cordonului litoral al Curlandei aparține raionului Zelenogradsk⁠(en)[traduceți] al regiunii Kaliningrad, în timp ce partea lituaniană este împărțită între municipiul Klaipėda și comuna Neringa⁠(en)[traduceți].
Există un singur drum ce traversează întreaga lungime a cordonului litoral al Curlandei. De partea rusă, el duce la Zelenogradsk⁠(en)[traduceți], iar pe cea lituaniană duce la Smiltynė⁠(en)[traduceți]. Cordonul litoral nu este conectat de partea continentală a Lituaniei, trecerea de la Smiltynė, pe cordon, și orașul Klaipėda făcându-se cu bacul.
Din 2000, cordonul litoral al Curlandei se află pe lista patrimoniului mondial UNESCO sub criteriul cultural "V" (remarcabil exemplu de așezări umane tradiționale, folosirea pământului și mării reprezentativ pentru o cultură [...], sau interacțiune umană cu mediul când a devenit vulnerabil sub impactul schimbărilor ireversibile).
Actualmente, există cereri pentru demolarea unor locuințe din cordonul litoral al Curlandei.  Acestea se află în proprietatea unor persoane care au primit autorizații de construcție de la funcționari publici corupți.  Cererile de demolare se bazează pe faptul că acest cordon se află într-un sit UNESCO și că singurele construcții ce pot fi permise acolo sunt colibele de pescuit.

## Turism

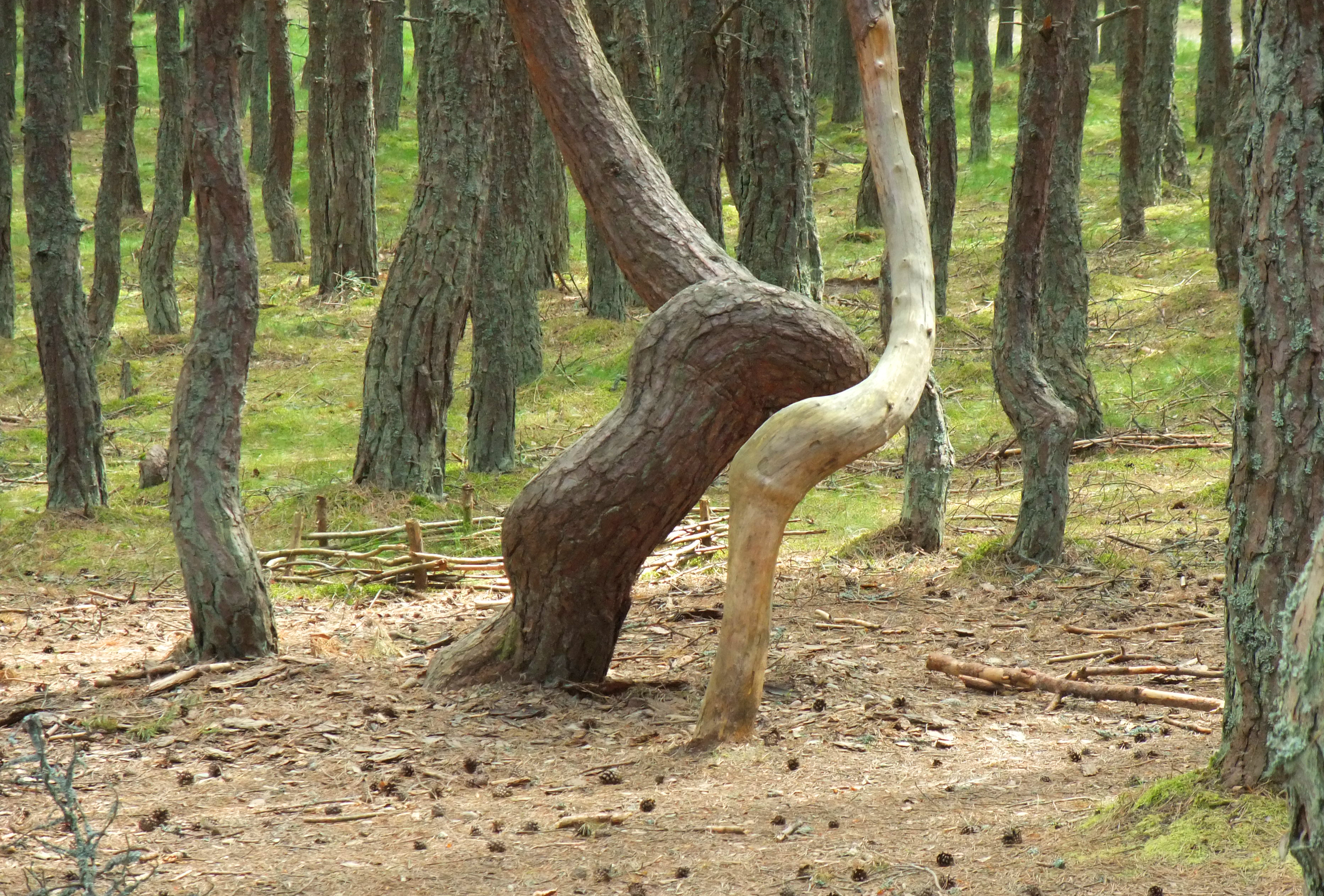
Pădurea care dansează

Cel mai mare oraș din cordonul litoral este Nida⁠(en)[traduceți] din Lituania, stațiune turistică foarte populară, frecventată mai ales de turiști lituanieni și germani.  Pe țărmul nordic se află numeroase plaje pentru turiști.

### Duna Parnidis și ceasul solar
Duna de nisip Parnidis împinsă de vânturi puternice se ridică până la 52 de metri peste nivelul mării. Localnicii cred că numele ei înseamnă „trecut peste Nida⁠(en)[traduceți]”, deoarece această dună a traversat de mai multe ori satul Nida. Oamenii de știință au estimat că persoanele care urcă sau coboară pe versanții abrupți ai acestei dune mută tone de nisip, astfel că amatorii sunt lăsați să urce doar pe potecile desemnate.
Există și un ceas solar de granit construit acolo. El are un stâlp de piatră de 13,8 m înălțime și care cântărește 36 de tone. Chiar lângă el se află trepte mici acoperite cu lespezi de granit, gravate cu marcaje pentru ore și jumătăți de oră, precum și cu un marcaj pentru fiecare lună și alte patru marcaje pentru solstiții și echinocții. Din punct de vedere astronomic, duna Parnidis este un loc ideal și unic în Lituania pentru acest ceas solar.

## Probleme de mediu

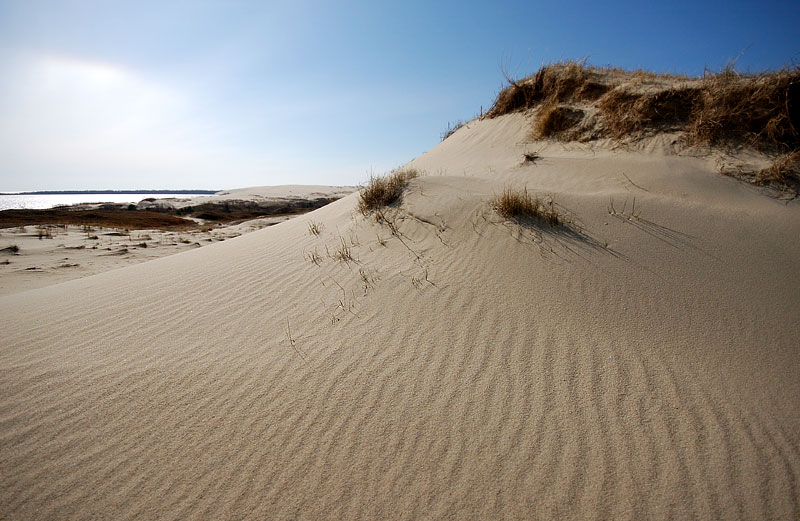
Cordonul litoral al Curlandei este cunoscut pentru plajele cu nisip fin.

Există probleme de mediu legate de cordonul litoral al Curlandei, adesea promovat ca refugiu al naturii curate.
Din cauza importanței turismului și pescuitului în economia regională, poluarea mării și coastelor poate avea efecte dezastruoase asupra peisajului natural unic, și economia poate fi afectată. 
Construcția unei platforme petroliere marine (exploatarea Kravțovskoe (D-6)⁠(en)[traduceți]) în apele teritoriale ale Rusiei, la 22,5 km de coasta cordonului litoral a provocat îngrijorări față de o posibilă scurgere de petrol. Între 2002 și 2005, ecologiștii locali din regiunea Kaliningrad și din Lituania au protestat împotriva planurilor companiei Lukoil de a exploata zăcământul, avertizând față de posibilele daune produse mediului și turismului (vitală sursă de venituri în zonă) în caz de scurgere⁠(en)[traduceți]. Aceste îngrijorări nu au căpătat susținere în guvernul Rusiei, dar au fost susținute de cel al Lituaniei. Zăcământul se află la circa 4 km de limita apelor teritoriale lituaniene; curenții care circulă predominant spre nord fac ca coasta lituaniană să fie mai expusă la posibilitatea unei scurgeri. Opoziția față de operățiunea D-6 nu a căpătat susținere internațională, iar platforma petrolieră a fost deschisă în 2004. În primul deceniu al secolului al XXI-lea, cele două state au convenit asupra unui studiu de impact ecologic⁠(en)[traduceți] al proiectului D-6, cuprinzând planuri pentru tratarea unei scurgeri de petrol. Evaluarea și planurile nu erau gata în 2010.
O altă problemă o constituie intensificarea turismului care poate distruge chiar natura care îl atrage. Din acest motiv, s-au luat măsuri cum ar fi interzicerea accesului turiștilor în unele zone.
Chiar și pericolele naturale pun probleme mai mari în cordonul litoral al Curlandei decât în alte locuri din Lituania și din regiunea Kaliningrad. De exemplu, aici furtunile tind să fie mai puternice. Datorită importanței copacilor la prevenirea eroziunii solului, incendiile de vegetație care se aprind vara sunt foarte periculoase pentru mediu.